# Believer (album)
Pour les articles homonymes, voir Believer.
Albums de Chic
Tongue in Chic
(1982) Chic-ism
(1992)
Singles
1. Give Me the Lovin'
Sortie : décembre 1983
2. You Are Beautiful
Sortie : janvier 1984
3. Party Everybody
Sortie : mars 1984

Believer est le septième album du groupe américain de disco-funk Chic, sorti le 30 juillet 1983 chez Atlantic. C'est le dernier album pour Atlantic Records et le dernier sous la composition classique de Nile Rodgers, Bernard Edwards, Alfa Anderson, Luci Martin et Tony Thompson.
L'album contient les singles Give Me the Lovin' (no 57 du classement US R&B), You Are Beautiful (6e et 10e places respectives aux Pays-Bas et en Belgique) et Party Everybody. L'album n'a pas eu beaucoup d'impact et peu de temps après sa sortie, le groupe s'est dissous, avant son retour en 1992 avec l'album Chic-ism.

## Historique et sortie
En 1983, avant la sortie de l'album Believer, Nile Rodgers et Bernard Edwards avaient chacun également sorti leurs premiers albums solo, Adventures in the Land of the Good Groove et Glad to Be Here respectivement. Rodgers produit également l'album Let's Dance de David Bowie qui était sorti le 14 avril.
Believer, qui sera le dernier album des années 1980 de Chic, est sorti le 14 novembre 1983 en LP 33 tours et en cassette.
Believer est sorti pour la première fois en disque compact au Japon le 28 novembre 1990 et en Allemagne en septembre 1992. En 2006, l'album a été remastérisé numériquement en et réédité par Wounded Bird Records aux États-Unis et par Atlantic en Allemagne.

## Liste des titres
Toutes les chansons sont écrites et composées par Bernard Edwards et Nile Rodgers.
| A1. | Believer           | 5:06 |
| A2. | You Are Beautiful  | 4:34 |
| A3. | Take a Closer Look | 4:38 |
| A4. | Give Me the Lovin' | 4:52 |

| Face B | Face B                   | Face B | Face B | Face B | Face B | Face B | Face B | Face B | Face B |
| No     | Titre                    | Durée  |        |        |        |        |        |        |        |
| ------ | ------------------------ | ------ | ------ | ------ | ------ | ------ | ------ | ------ | ------ |
| B1.    | Show Me Your Light       | 3:57   |        |        |        |        |        |        |        |
| B2.    | You Got Some Love for Me | 4:52   |        |        |        |        |        |        |        |
| B3.    | In Love with Music       | 3:52   |        |        |        |        |        |        |        |
| B4.    | Party Everybody          | 4:51   |        |        |        |        |        |        |        |
| 37:42  |                          |        |        |        |        |        |        |        |        |

## Crédits
| Musiciens - Alfa Anderson – voix principale (A1, A2, A4, B1, B3) - Luci Martin – voix principale (A1, A2, A3, B1) - Curtis King – voix - Fonzi Thornton – voix - Brenda White – voix - Nile Rodgers – guitare; voix principale/rap (B4) - Rob Sabino (en) – claviers - Bernard Edwards – guitare basse, voix - Tony Thompson – batterie | Production - Bernard Edwards – réalisateur artistique pour Chic Organization Ltd. - Nile Rodgers – réalisateur pour Chic Organization Ltd. - Jason Corsaro – ingénieur du son - Jackson Schwartz – ingénieur - Lynn Dreese Breslin – direction artistique - Pater Sato (en) – illustration Toutes les chansons sont enregistrées et mixées au studio Power Station à New York. Mastérisation réalisée aux Atlantic Studios, New York. |

## Classements hebdomadaires
| Classement (1984)             | Meilleure position |
| ----------------------------- | ------------------ |
| Pays-Bas (Mega Album Top 100) | 14                 |